# هيروكي أدزوما
هيروكي أَدْزُما (باليابانية: 東 博樹) (10 يوليو 1966 في كيوتو في اليابان – )؛ هو لاعب كرة قدم ياباني سابق كان يلعب كمدافع.

## وصلات خارجية
- هيروكي أدزوما على موقع رابطة كرة القدم اليابانية للمحترفين (اليابانية)
- هيروكي أدزوما على موقع عالم كرة القدم.نت (الإنجليزية)